# Élections générales espagnoles de 1873
Les élections générales espagnoles de 1873 sont les élections à Cortès célébrées en Espagne le 10 mai 1873 pour élire les 383 sièges du Congrès des députés de la Première République, proclamée en février de la même année. Les élections sont remportées par le Parti républicain démocratique fédéral.

## Contexte
Les élections se déroulent dans un grand climat d'instabilité institutionnelle caractéristique du Sexennat révolutionnaire. Elles suivent la proclamation de la République du 11 février 1873. Elles étaient censées avoir un caractère constituant, mais les incessants coups d'État et pronunciamientos, et le désordre provoqué par la révolution cantonale rendirent cette tâche impossible.
En janvier 1874, le général Manuel Pavía menait un coup d'État qui ouvre la période dite de « dictature de Serrano », où la République reste officiellement en vigueur mais perd toute vitalité étant donné la suspension indéfinie du parlement, qui débouche finalement sur la Restauration des Bourbons en la personne du prince Alphonse, fils d'Isabelle II, à la suite du pronunciamiento de Sagonte lancé par le général Arsenio Martínez Campos fin décembre de la même année.

## Résultats
| Parti | Parti                                               | Siège | Différence | Leader                                                  |
| ----- | --------------------------------------------------- | ----- | ---------- | ------------------------------------------------------- |
|       | Parti républicain démocratique fédéral              | 346   | 268        | Francisco Pi y Margall                                  |
|       | Radicaux                                            | 20    | 254        | Cristino Martos                                         |
|       | Parti constitutionnel et conservateurs indépendants | 7     | 7          | Práxedes Mateo Sagasta ; Francisco Serrano et Domínguez |
|       | Monarchistes indépendants                           | 3     | 6          | Antonio Cánovas del Castillo                            |
|       | Républicains indépendants (« unitaristes »)         | 1     | 1          |                                                         |
|       | Autres                                              | 6     | 5          |                                                         |
| Total | Total                                               | 391   |            |                                                         |